# Alexandre Masoliver
Alexandre Masoliver OCist  (* 11. Februar 1934 in Seira (Huesca) als Ignasi Masoliver; † 18. Juni 2019 in Monestir de Santa Maria de Poblet) war ein spanischer Zisterziensermönch und Ordenshistoriker.

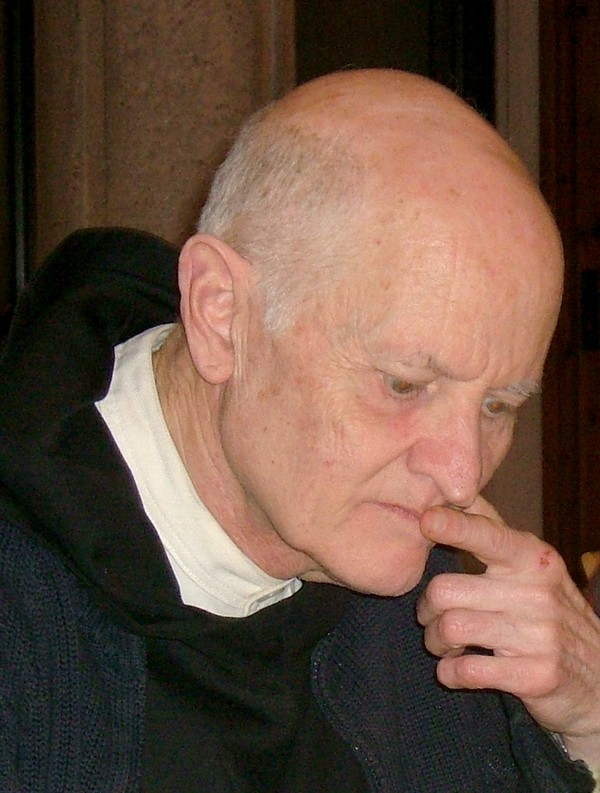
Pater Alexandre Masoliver (2007)

## Leben und Werk
Ignasi Masoliver, Sohn aus einer Arztfamilie, wuchs in Barcelona auf. Er studierte zunächst Zivilrecht an der Universität von Barcelona (Abschluss 1956) und war nach seinem Militärdienst in einer Anwaltskanzlei tätig. 
1959 trat er der Ordensgemeinschaft der Zisterzienser bei und in das katalanische Kloster Monestir de Santa Maria de Poblet ein, nahm den Ordensnamen Alexandre an und empfing 1967 nach einem Philosophie- und Theologiestudium die Priesterweihe. 1971 wurde er am Päpstlichen Athenaeum Sant’Anselmo in Rom mit der Arbeit Origen y primeros años (1616–1634) de la Congregación Cisterciense de la Corona de Aragón. Síntesis histórica y documentos (Poblet 1973, Scriptorium Populeti 8) zum Doktor der Theologie promoviert. Er war anschließend am Ordensseminar in Poblet Professor für Ordens- und Kirchengeschichte und gleichzeitig als Bibliothekar zudem langjährig als Präfekt und Studienmagister tätig. Er veröffentlichte grundlegende historische Werke über die Geschichte des Klosters Poblet sowie die Geschichte des Zisterzienserordens.
Masoliver wurde 1998 mit dem Creu-de-Sant-Jordi-Preis ausgezeichnet und war ab 2007 Mitglied der Acadèmia de Bones Lletres de Barcelona. Alexandre Masoliver war der Neffe des Literaturkritikers Juan Ramón Masoliver Martínez de Oria (1910–1997) und der Vetter des Londoner Spanischprofessors Juan Antonio Masoliver Ródenas (* 1939).

## Werke
- Història del Monaquisme Cristià, 3 Bde., Montserrat 1978–1981 (Geschichte des christlichen Mönchtums)
  - 1. Des dels orígens fins a sant Benet, 1978
  - 2. De Sant Gregori el Gran al segle XVIII, 1980
  - 3. Els segles XIX i XX. El monaquisme oriental, el monaquisme femení, 1981
  - (spanisch) Historia del Monacato Cristiano, 3 Bde., Madrid, Encuentro,  1994.
- Fra Francesc Dorda, Abat de Poblet, Bisbe de Solsona i Ministre de l’Arxiduc, Poblet 1981 (Scriptorium Populeti 10).
- L’Arxiu President Josep Tarradellas, a Poblet, Poblet 1982.
  - (spanisch) El archivo President Tarradellas, en Poblet, Pblet 1982.
- Si cerques Déu de veritat. Reflexions sobre la vida monàstica, Montserrat 1986 (8 Vorträge über das monastische Leben).
- Los Cistercienses en España y Portugal, in: Louis Julius Lekai, Los Cistercienses. Ideales y realidad, Barcelona 1987, S. 517–576.
- El Catálogo de los Abades Generales de Cister, in: Analecta Cisterciensia 44, 1988, S. 172–189.
- El monasterio de Santa María la Real de las Huelgas, de Valladolid. Notas de historia, arte y vida, Valladolid, Monasterio Cisterciense de las Huelgas, 1990 (Zisterzienserinnenkloster in Valladolid).
- San Bernardo. El hombre de la Iglesia del siglo XII, Madrid, Santo Domingo de la Calzada, 1990.
- Els religiosos a Catalunya. 1600 anys d’història, in: Congrés d’Història de l’Església a Catalunya des dels orígens fins ara, Actes 1, Solsona 1993, S. 435–497.
- (Hrsg. mit Gener Gonzalvo i Bou, *1958) Eduard Toda i Güell, La davallada de Poblet. Poblet als segles XVII i XVIII, Poblet 1997 (Poblets Niedergang).
- El pobre Jeremies. Una passió dolorosa per amor del seu poble, Montserrat 2002 (Der arme Jeremia).
- (Hrsg.) Fra Joan Vallespinosa (1578–1640), Libri de Receptis. Uns detallats annals d’història de Poblet, segles XVI i XVII, Poblet 2005 (Scriptorium Populeti 18).
- Pere, la Roca que plora, Montserrat 2009 (Petrus, der weinende Fels).